# Runar Hauge
Runar Hauge, né le 1er septembre 2001 à Bodø en Norvège, est un footballeur norvégien qui joue au poste d'ailier gauche au FK Jerv.

## Biographie

### En club
Né à Bodø en Norvège, Runar Hauge est formé par le club de sa ville natale, le FK Bodø/Glimt. Il commence sa carrière professionnelle lors d'un match de deuxième division norvégienne, le 29 octobre 2017, face à l'Åsane Fotball. Il entre en jeu à la place de son frère, Jens Petter Hauge, lors de cette rencontre remportée largement par son équipe sur le score de six buts à zéro. Le club est sacré champion de deuxième division cette année-là et accède donc à l'élite du football norvégien. Il joue son premier match en Eliteserien le 24 novembre 2019 face au Kristiansund BK. Entré en jeu ce jour-là, il participe à la victoire des siens en délivrant une passe décisive pour Erlend Dahl Reitan (3-0 score final).
Runar Hauge est prêté trois mois au Grorud IL avant de retourner au FK Bodø/Glimt, avec qui il est sacré Champion de Norvège en 2020.
Le 31 janvier 2022, dernier jour du mercato hivernal, Runar Hauge s'engage en faveur du Hibernian FC pour un contrat de trois ans et demi,.
Le 13 juillet 2023, Runar Hauge quitte définitivement le Hibernian FC pour s'engager en faveur du FK Jerv, en deuxième division norvégienne.

### En sélection
Avec les moins de 16 ans, il inscrit deux buts, contre la Suisse et la Roumanie.
Avec les moins de 17 ans, il inscrit un but contre la Pologne en juillet 2017. Runar Hauge est ensuite retenu pour participer au championnat d'Europe des moins de 17 ans en 2018. Il ne joue qu'un seul match lors de ce tournoi, en phase de poule contre la Slovénie. Les jeunes norvégiens sont battus en quarts de finale par l'Angleterre (0-2).

## Vie personnelle
Runar Hauge est le frère de Jens Petter Hauge, lui aussi footballeur professionnel formé au FK Bodø/Glimt.

### Palmarès
FK Bodø/Glimt
- Championnat de Norvège (1) :
  - Champion : 2020.

- Championnat de Norvège D2 (1) :
  - Champion : 2017.